# Obermehnen
Obermehnen ist ein Ort in Nordrhein-Westfalen im Kreis Minden-Lübbecke. Das Dorf gehört administrativ zur Stadt Lübbecke und hat gemäß der Hauptsatzung der Stadt den Status einer Ortschaft.
Obermehnen hat 1256 Einwohner und ist rund 9,6 km² groß. Mit rund 131 Einwohnern pro km² hat Obermehnen die niedrigste Einwohnerdichte aller Lübbecker Stadtteile, u. a. auch deshalb, weil rund 4,3 km², also 45 Prozent, des Gebietes aus dem unbewohnten Bergwald des Wiehengebirges bestehen. Obermehnen ist damit der relativ waldreichste Stadtteil Lübbeckes.

## Geographie
Der Ort liegt im Südwesten des Stadtgebietes am Nordhang des Wiehengebirges im Lübbecker Lößland, wobei der südliche Teil des Dorfes relativ weit ins Gebirge hineinreicht und deshalb bereits diesem Naturraum zuzurechnen ist.

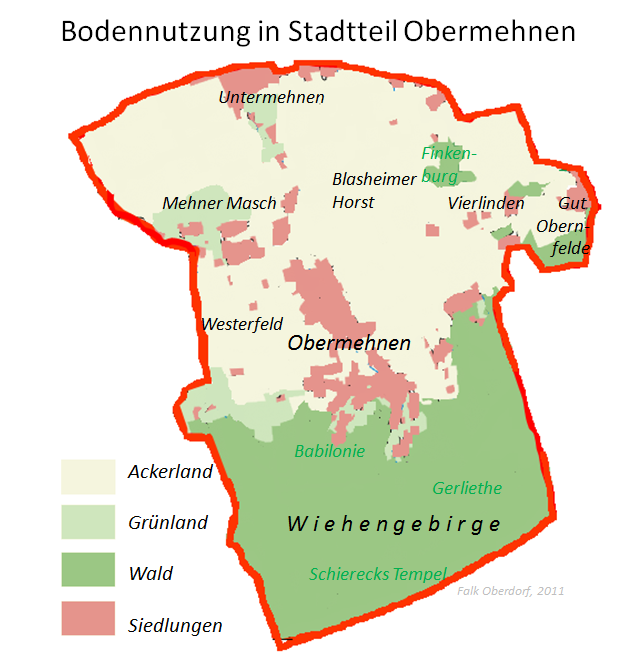
Bodennutzung und Siedlungen im Stadtteil

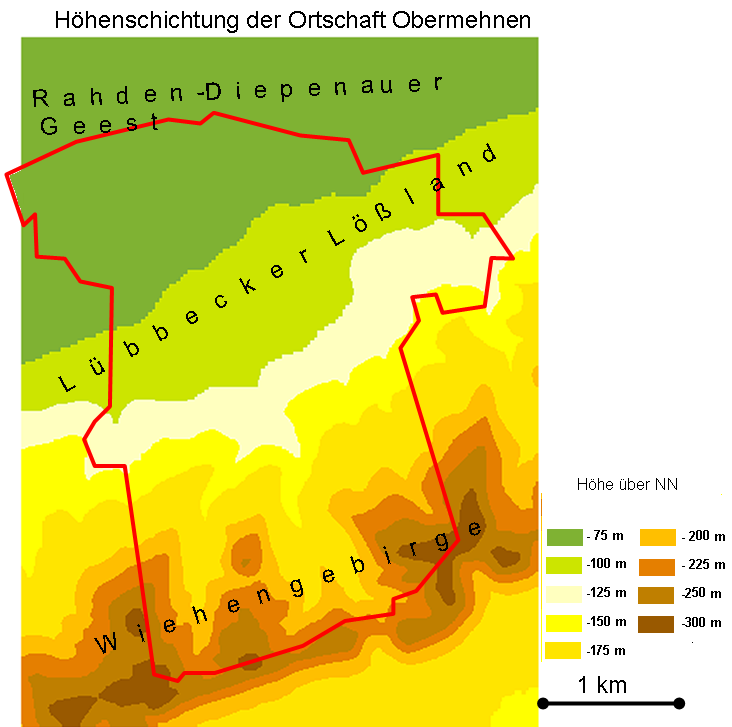
Die Topographie Obermehnens

Bis zur Gemeindegebietsreform, die am 1. Januar 1973 in Kraft trat, war Obermehnen eine Bauerschaft und gehörte zur ehemaligen Gemeinde Blasheim im Amt Preußisch Oldendorf des Kreises Lübbecke. Daher hat Obermehnen in gewisser Weise durch die Gebietsreform an Autonomie gewonnen, da es nun ein „gleichberechtigter“ Stadtteil neben Blasheim ist.
Heute verläuft die geschlossene Dorfsiedlung beiderseits der Bergstraße, beginnend von der Einmündung zur B65, alle Häuser und Gebiete südlich der Bundesstraße gehören somit formal zu Obermehnen, obschon diese im allgemeinen Bewusstsein noch zu Blasheim (wie z. B. der Blasheimer Markt) gerechnet werden, bergauf nach Süden bis zum Wiehengebirge. Der untere Teil bis etwa zur Bahnlinie wird Untermehnen genannt. Der Kernbereich Obermehnens, d. h. die Siedlung ganz im Süden, wird auch, z. B. auf Straßenschildern oder Stadtplänen, Obermehnen-Dorf bezeichnet.
Abseits liegen die Siedlungen Mehner Masch im Westen und Vierlinden im Osten. Ganz im Westen hat Obermehnen im Zuge der Gemeindereform das Gut Obernfelde „geerbt“, das zuvor zwar zur Gemeinde Blasheim gehörte aber als Gut freilich nicht Teil der Bauerschaft Obermehnen war.
Kirchlich gehört Obermehnen (bis auf das nach Lübbecke eingepfarrte Gut Obernfelde) zum Kirchspiel Blasheim.

## Ortsname
Ursprünglich hieß das Dorf nur Mehnen. Der neue Name Obermehnen sollte es von dem 17 Kilometer entfernten, ursprünglich gleichnamigen Ort unterscheiden, der heute Niedermehnen (heute ein Ortsteil von Stemwede) heißt, und nicht etwa, wie man annehmen könnte, Obermehnen von Untermehnen, dem unteren Teil Mehnens nahe Blasheim. Der Name Mehnen hängt wohl mit mene oder mana zusammen, dessen Grundbedeutung „Lichtung“ ist und mit Wörtern wie Allmende, gemeinsam und Gemeinde verwandt ist.

## Sehenswürdigkeiten
An der Babilonie, einem 255 Meter hohen Berg, liegt das gleichnamige Kulturdenkmal, eine Wallburg.
Durch das Gebiet der Bauerschaft Obermehnen verlief die einstige Grenze zwischen dem Fürstentum Minden und der Grafschaft Ravensberg. Diese Grenze war zwischen 1614 und 1648 zeitweise eine Außengrenze Preußens. Ein alter Grenzpfahl, der s.g. Preußenpfahl und ein Gedenkstein am Preußeneck erinnern an diesen geschichtlichen Umstand.
Im Osten des Stadtteils, nördlich der Siedlung Vierlinden liegt das Naturschutzgebiet Finkenburg/Finkenmoor. Dort wurde einst Ton abgebaut. Inzwischen ist der Abbau vollständig eingestellt und das Gebiet der Natur überlassen. 

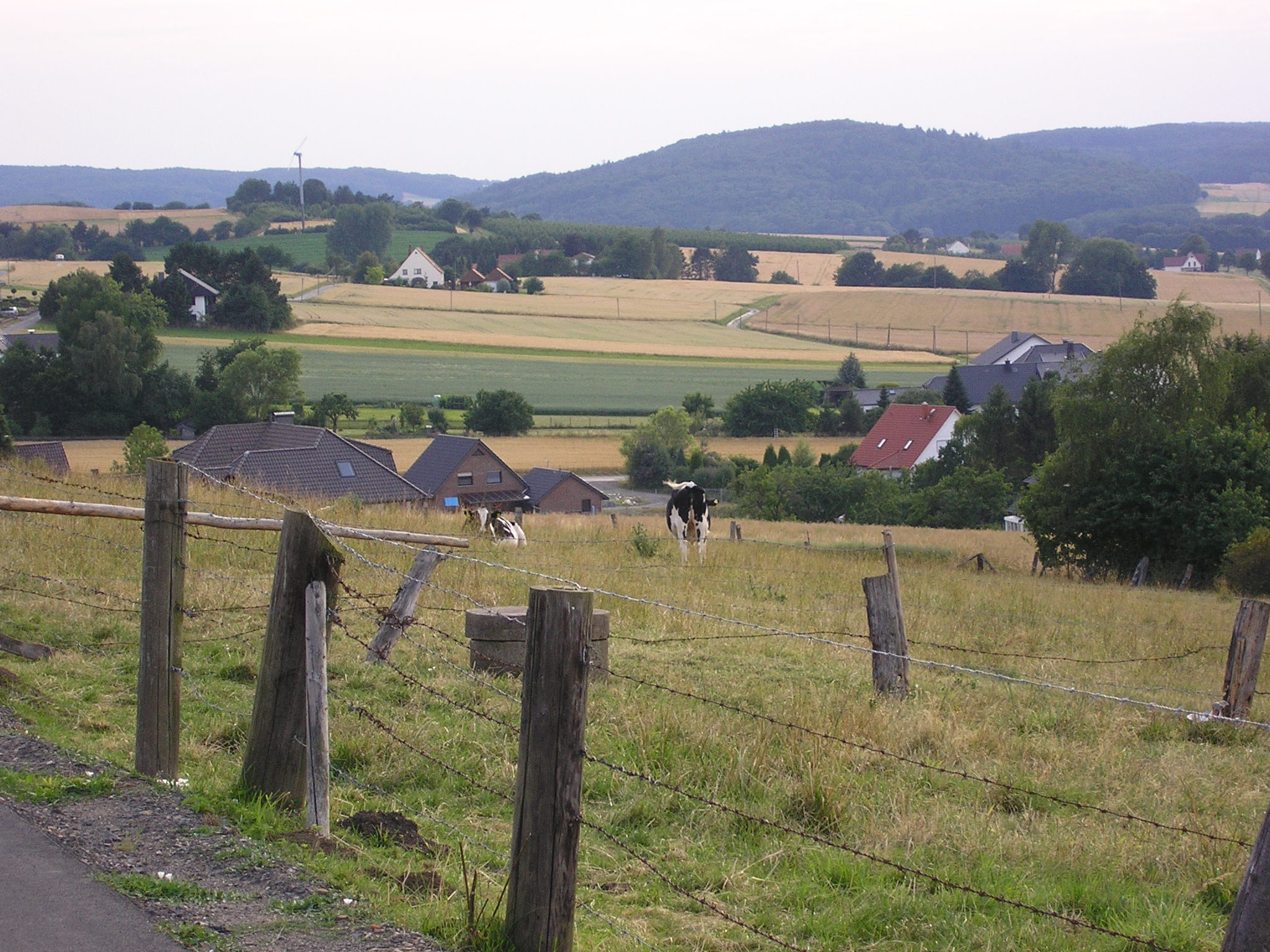
Blick auf Teile der Ortschaft. Im Hintergrund der zur Stadt Preußisch Oldendorf gehörende Limberg
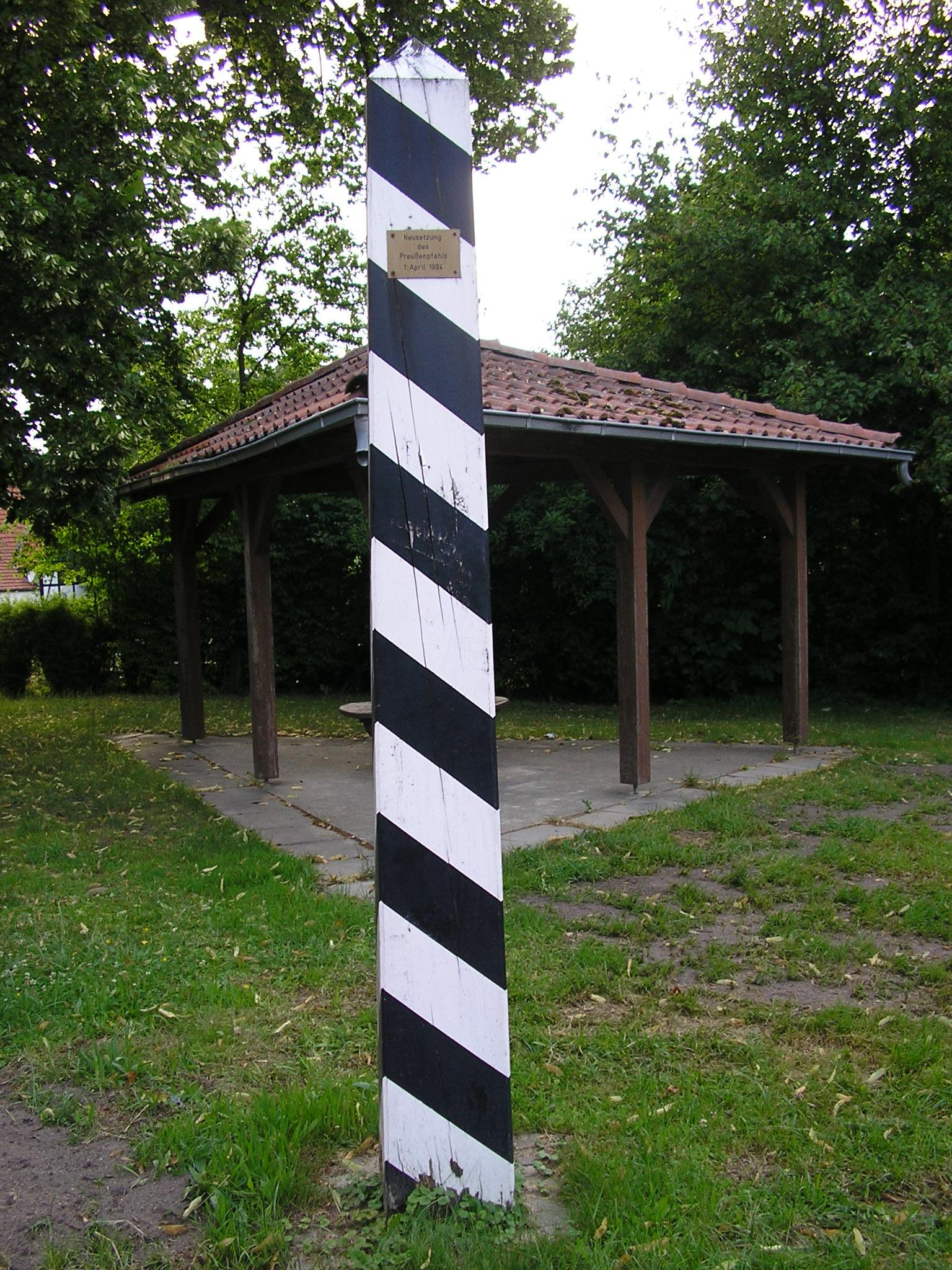
Der ehemalige Preußenpfahl in Obermehnen
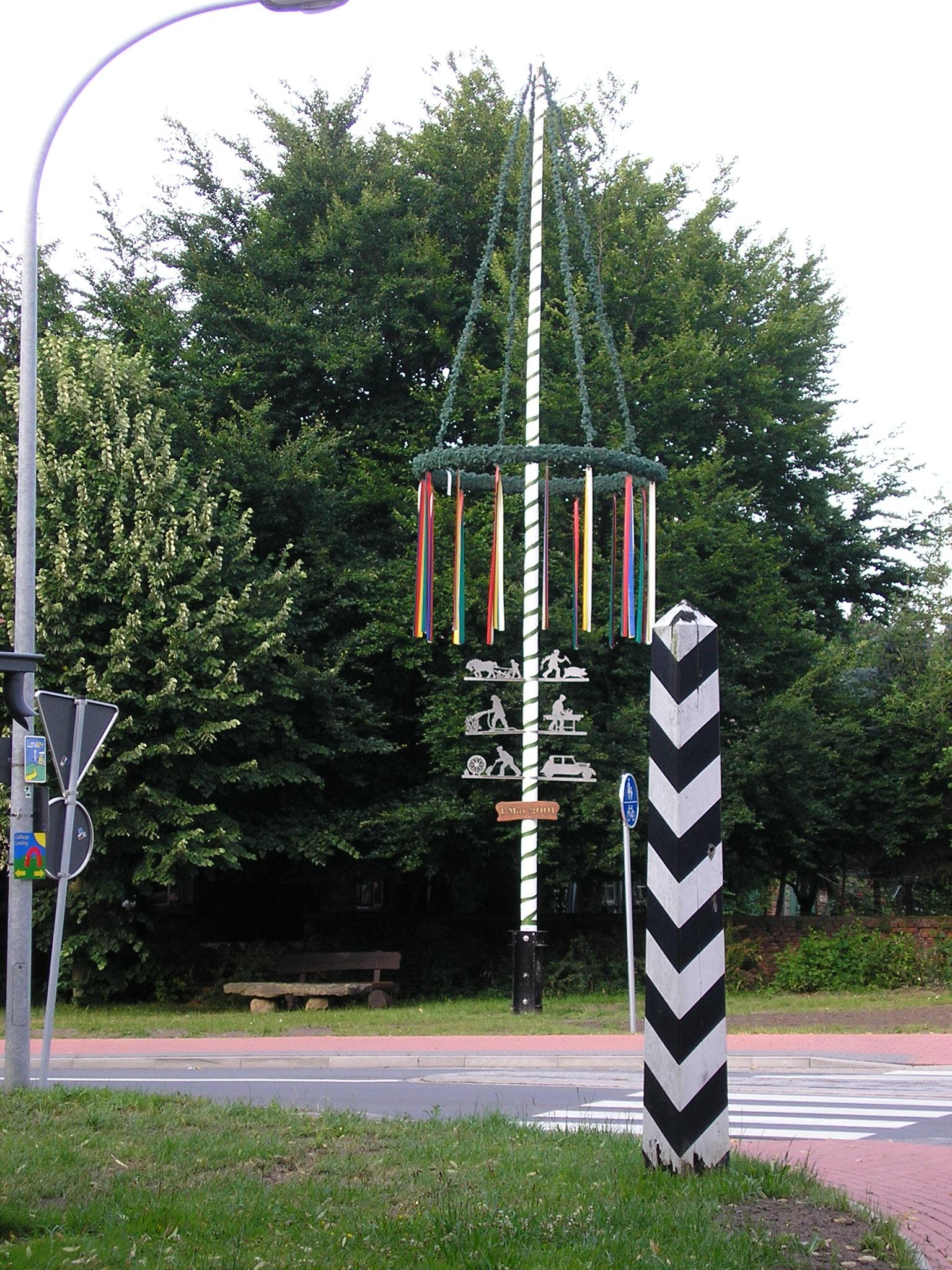
Unweit des ehemaligen Preußenpfahls steht der obermehner Maibaum
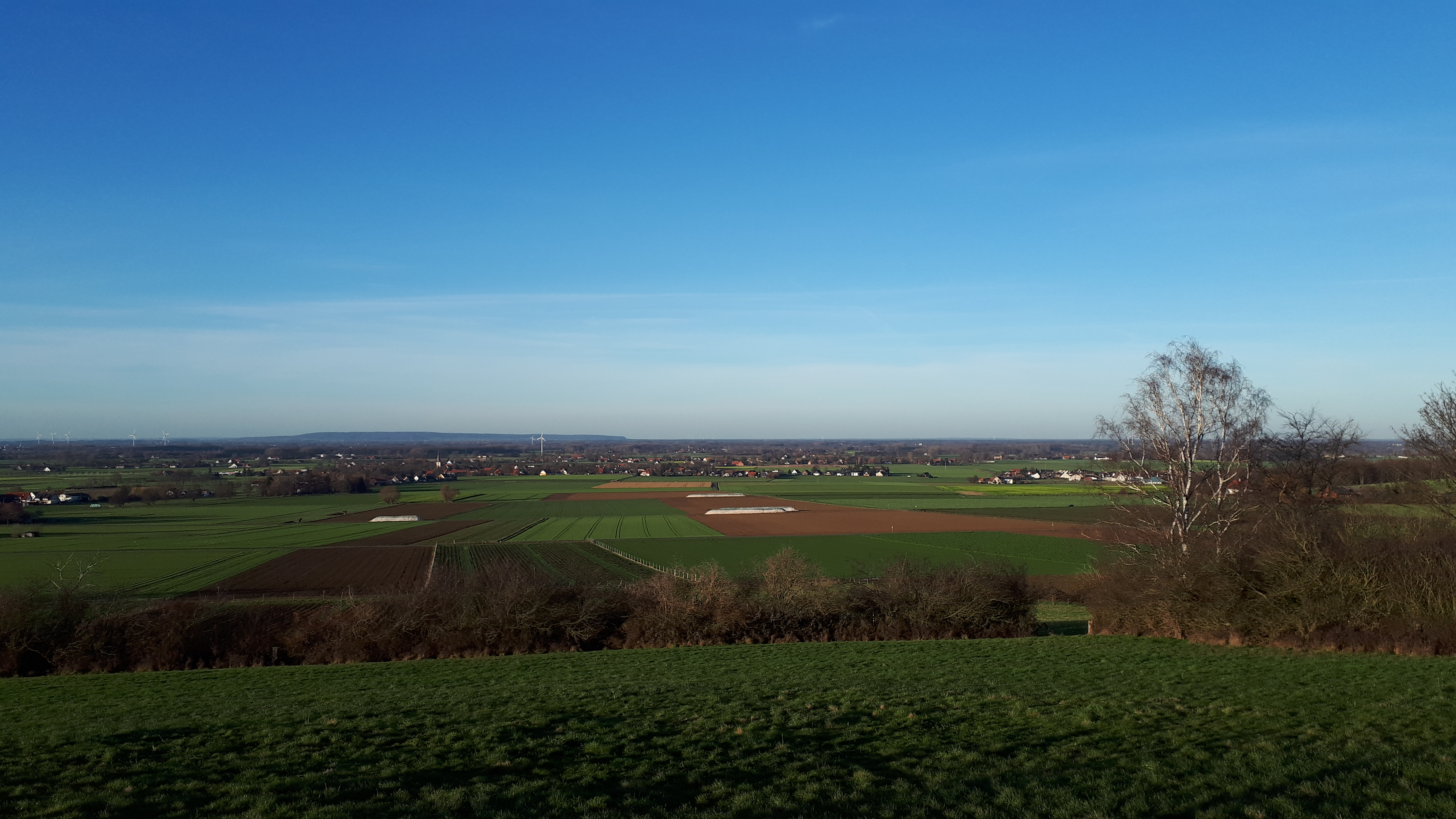
Die Obermehner Landschaft im Dezember 2020

## Persönlichkeiten
- Eberhard Werner, Künstler (Landschaftsmaler) lebte und starb in Obermehnen bei Lübbecke

## Politik
- Ortsvorsteher und Ortsheimatpfleger ist Klaus Jürgen Bernotat (CDU). (Stand: Dezember 2020)